# المحراس (ملحان)

تعديل مصدري - تعديل

المحراس هي إحدى قرى عزلة القبلة بمديرية ملحان التابعة لمحافظة المحويت، بلغ تعداد سكانها 866 نسمة حسب تعداد اليمن لعام 2004.